# Ignaz Schiffermüller
Ignaz Schiffermüller (Hellmonsödt, 2 ottobre 1727 – Linz, 21 giugno 1806) è stato un naturalista austriaco.

## Biografia
Fu docente presso il Collegio Theresianum di Vienna. Si interessò particolarmente di lepidotteri. Assieme a Michael Denis, anch'egli docente del Theresianum, pubblicò la prima monografia sui lepidotteri della regione viennese, il Systematische Verzeichnis der Schmetterlinge der Wienergegend herausgegeben von einigen Lehrern am k. k. Theresianum (1775). Le sue collezioni sono conservate presso il Naturhistorisches Museum della capitale austriaca. Si occupò inoltre di stabilire canoni scientifici oggettivi per la definizione delle tonalità cromatiche della natura.
| Schiffermüller è l'abbreviazione standard utilizzata per le specie animali descritte da Ignaz Schiffermüller. Categoria:Taxa classificati da Ignaz Schiffermüller |